# Fletxa Valona 2018
La Fletxa Valona 2018, 82a edició de la Fletxa Valona, es va disputar el dimecres 18 d'abril de 2018, entre Seraing i el Mur de Huy, sobre un recorregut de 198,5 kilòmetres. Aquesta era la dissetena prova de l'UCI World Tour 2018 i segona del tríptic de les Ardenes, després de l'Amstel Gold Race i abans de la Lieja-Bastogne-Lieja.
La cursa fou guanyada pel francès Julian Alaphilippe (Quick-Step Floors) que s'imposà gràcies a una acceleració en els darrers metres de l'ascensió al Mur de Huy. En segona posició finalitzà l'espanyol Alejandro Valverde (Movistar Team), vencedor de les darreres quatre edicions, mentre el belga Jelle Vanendert (Lotto-Soudal) completà el podi.

## Recorregut
El recorregut respecte a l'edició anterior varia lleugerament. L'inici es traslladà a Seraing i es passa de 9 ascensions a 11, tres d'elles al Mur de Huy.
| Núm. | Nom                 | Longitud (m) | Pendent mitjà | Km    |
| ---- | ------------------- | ------------ | ------------- | ----- |
| 1    | Cota de La Vecquée  | 6300         | 7,5 %         | 61    |
| 2    | Cota de La Redoute  | 2000         | 8,9 %         | 82    |
| 3    | Cota de Mont        | 1500         | 7,6 %         | 100   |
| 4    | Cota d'Amay         | 1200         | 7,5 %         | 126,5 |
| 5    | Mur de Huy (1r pas) | 1300         | 9,6 %         | 138,5 |
| 6    | Cota d'Ereffe       | 2100         | 5 %           | 153   |
| 7    | Cota de Cherave     | 1300         | 8,1 %         | 164   |
| 8    | Mur de Huy (2n pas) | 1300         | 9,6 %         | 169,5 |
| 9    | Cota d'Ereffe       | 2100         | 5 %           | 182   |
| 10   | Cota de Cherave     | 1300         | 8,1 %         | 193   |
| 11   | Mur de Huy (3r pas) | 1300         | 9,6 %         | 197   |

## Equips participants
En ser la Fletxa Valona una prova de l'UCI World Tour, els 18 World Tour són automàticament convidats i obligats a prendre-hi part. A banda, set equips són convidats a prendre-hi part per formar un pilot de 25 equips i 174 corredors.
| WorldTeams (18)- Quick-Step Floors - Lotto Soudal - Lotto NL-Jumbo - Team Sunweb - Sky - Groupama-FDJ - AG2R La Mondiale - Movistar Team - Katusha-Alpecin - BMC Racing Team - EF Education First-Drapac p/b Cannondale - Trek-Segafredo - UAE Team Emirates - Bahrain-Merida - Bora-Hansgrohe - Astana - Dimension Data - Mitchelton-Scott Equips continentals professionals (7)- Cofidis, Solutions Crédits - Delko-Marseille Provence-KTM - Fortuneo-Samsic - Vital Concept - Sport Vlaanderen-Baloise - Wanty-Groupe Gobert - WB-Aqua Protect-Veranclassic |
| |

## Classificació final
| \| Classificació general \| Classificació general \| Classificació general \| Classificació general \| Classificació general \| \| Corredor \| Corredor \| Equip \| Temps \| \| \| --------------------- \| --------------------------- \| --------------------- \| --------------------- \| --------------------- \| \| 1r \| Julian Alaphilippe \| Quick-Step Floors \| 4h 53' 37" \| \| \| 2n \| Alejandro Valverde Belmonte \| Movistar Team \| + 4" \| \| \| 3r \| Jelle Vanendert \| Lotto-Soudal \| + 6" \| \| \| 4t \| Roman Kreuziger \| Mitchelton-Scott \| + 6" \| \| \| 5è \| Michael Matthews \| Team Sunweb \| + 6" \| \| \| 6è \| Bauke Mollema \| Trek-Segafredo \| + 6" \| \| \| 7è \| Tim Wellens \| Lotto-Soudal \| + 6" \| \| \| 8è \| Maximilian Schachmann \| Quick-Step Floors \| + 6" \| \| \| 9è \| Romain Bardet \| AG2R La Mondiale \| + 6" \| \| \| 10è \| Patrick Konrad \| Bora-Hansgrohe \| + 12" \| \| \| 11è \| Sergio Henao Montoya \| Team Sky \| + 15" \| \| \| 12è \| Tom-Jelte Slagter \| Dimension Data \| + 19" \| \| \| 13è \| Rudy Molard \| Groupama-FDJ \| + 21" \| \| \| 14è \| Diego Ulissi \| UAE Team Emirates \| + 25" \| \| \| 15è \| Alexis Vuillermoz \| AG2R La Mondiale \| + 28" \| \| |                             |                   |            |
| |                             |                   |            |
| Font: ProCyclingStats |                             |                   |            |
| Classificació general |                             |                   |            |
| Corredor | Corredor                    | Equip             | Temps      |
| 1r | Julian Alaphilippe          | Quick-Step Floors | 4h 53' 37" |
| 2n | Alejandro Valverde Belmonte | Movistar Team     | + 4"       |
| 3r | Jelle Vanendert             | Lotto-Soudal      | + 6"       |
| 4t | Roman Kreuziger             | Mitchelton-Scott  | + 6"       |
| 5è | Michael Matthews            | Team Sunweb       | + 6"       |
| 6è | Bauke Mollema               | Trek-Segafredo    | + 6"       |
| 7è | Tim Wellens                 | Lotto-Soudal      | + 6"       |
| 8è | Maximilian Schachmann       | Quick-Step Floors | + 6"       |
| 9è | Romain Bardet               | AG2R La Mondiale  | + 6"       |
| 10è | Patrick Konrad              | Bora-Hansgrohe    | + 12"      |
| 11è | Sergio Henao Montoya        | Team Sky          | + 15"      |
| 12è | Tom-Jelte Slagter           | Dimension Data    | + 19"      |
| 13è | Rudy Molard                 | Groupama-FDJ      | + 21"      |
| 14è | Diego Ulissi                | UAE Team Emirates | + 25"      |
| 15è | Alexis Vuillermoz           | AG2R La Mondiale  | + 28"      |